# Онктевил
Онктевиј (фр. Ancteville) насеље је и општина у северној Француској у региону Доња Нормандија, у департману Манш која припада префектури Кутанс.
По подацима из 2011. године у општини је живело 253 становника, а густина насељености је износила 32,69 становника/km². Општина се простире на површини од 7,74 km². Налази се на средњој надморској висини од 80 метара (максималној 128 m, а минималној 44 m).

## Демографија
| 1962. | 1968. | 1975. | 1982. | 1990. | 1999. | 2011. |
| ----- | ----- | ----- | ----- | ----- | ----- | ----- |
| 254   | 254   | 212   | 208   | 202   | 204   | 253   |

График промене броја становника у току последњих година